# Пугало (фильм, 2013)
«Пугало» (англ. Scarecrow) — американо-канадский фильм ужасов 2013 года, снятый режиссёром Шелдоном Уилсоном.

## Сюжет
В городе намечается ежегодный фестиваль пугал. Шестеро школьников-старшеклассников во главе с учителем мистером Харрисом отправляются на старую заброшенную ферму, чтобы забрать пугало с кукурузного поля и доставить его к месту проведения назначенного мероприятия. Городская легенда, которой пугали школьников с младших классов, оживает и становится для них настоящим кошмаром…

## В ролях
- Лейси Шабер — Кристен Миллер
- Робин Данн — Аарон Харрис
- Николь Муньос — Мария
- Бриттни Уилсон — Бет
- Карло Маркс — Эдди
- Рейли Долмэн — Дейвон
- Иэн Бейчер[нем.] — Кэлвин
- Ричард Хармон — Тайлер
- Джулия Максвелл — Никки
- Кевин О’Грэйди — офицер Моррис
- Джерри Вассерман — Фрэнк Мерфи
- Лэни Маколи — Марси
- Кинан Трейси — Чад

## Съёмочная группа
- Режиссёр: Шелдон Уилсон
- Продюсер: Джейми Геринг
- Сценаристы: Рик Сювалл, Шелдон Уилсон
- Оператор: Эрик Дж. Голдстайн
- Композитор: Мэттью Роджер

## Награды и номинации
- Leo Awards — награды и номинации (2014)[1]